# Де Анна Франк?
« Де Анна Франк » — анімаційний фільм про магічний реалізм 2021 року ізраїльського режисера Арі Фолмана. У фільмі розповідається про Кітті, уявну подругу Анни Франк, якій вона адресувала свій щоденник, що проявляється в сучасному Амстердамі. Прагнучи дізнатися, що сталося з її творцем, Кітті привертає увагу всього світу та спілкується з нелегальними іммігрантами. 
«Де Анна Франк» була показана поза конкурсом на Каннському кінофестивалі 2021 року 9 липня 2021 року   Він був випущений у Франції 8 грудня лейблом Le Pacte, 15 грудня в Бельгії компанією Cinéart, 16 березня 2022 року в Люксембурзі та 30 березня в Нідерландах. Фільм став бомбою в прокаті, зібрав 160 033 доларів при бюджеті в 20 мільйонів доларів.[джерело не вказане 89 днів]

## Сюжет
«За рік до сьогодення » в Амстердамі розбивається скляний корпус над щоденником Анни Франк у Будинку Анни Франк. Коли чорнило з перової ручки капає на сторінки, слова відриваються і проявляються в Кітті, рудій дівчинці-підлітку, одягненій в одяг 1940-х років, яку Анна уявляла, коли писала свій щоденник. Збентежена відсутністю Анни та її сім’ї, коли вона бачить, як цивільні люди подорожують по музею, Кітті виявляє, що вона невидима й нематеріальна коли знаходиться в будинку. Спогади про те, як Анна писала свій щоденник у 1940-х роках, показують, як Кітті пам’ятає ті події, наче Енн розмовляла з нею, коли писала; її спогади охоплюють увесь її зміст.
Не знаючи, що трапилося з сім'єю Франків і про час, який минув після Другої світової війни, Кітті бере щоденник і намагається подати заяву про зниклу людину в поліційної дільниці для Анни. Здивована, поліція вказує їй на кілька місць в Амстердамі, названих на честь Анни Франк, коли дізнаються, що у неї щоденник Анни, намагаються її заарештувати. Кітті тікає і зустрічає хлопчика на ім'я Пітер, спочатку прийнявши його за хлопця Анни. Катаючись із ним на ковзанах, вона виявляє, що розчиниться в чорнилах, якщо відійде занадто далеко від щоденника. Пітер відвозить її назад до будинку Анни Франк після того, як їй стало погано. Поліція допитує його, але він відмовляється розголошувати будь-яку інформацію про Кітті.
Через день Пітер повертається до будинку Анни Франк. Кітті виходить назустріч йому, привертаючи увагу поліції і змушуючи їх обох знову тікати. Вона купує собі сучасний одяг, щоб не привертати увагу, Кітті відвідує бібліотеку Анни Франк 6-ї школи Монтессорі, щоб наздогнати історію. Вона переглядає кілька різних видань щоденника Анни, перш ніж переглянути мемуари Отто Франка і піти на виставу про Анну. Коли вона критикує акторів за неправильне цитування Енн, глядачі впізнають її з новин і виганяють її. Кітті втікає і зустрічається з Пітером, який відвозить її в притулок, де живуть біженці-нелегали. Маленька дівчинка Ава допомагає Пітеру пояснити їхнє важке становище та показує Кітті, як її батько планує побудувати повітряну кулю, щоб вони втекли.
Кітті вирішує піти за слідами Анни. вона та Пітер їдуть поїздом до Вестерборка, Освенцима та Берген-Бельзену, коли Кітті читає мемуари Отто, їй стає сумно. Прибувши до меморіального каменю Анни і Марго в Берген-Бельзені, спустошена Кітті зривається з схлипами, перш ніж Пітер переконує її повернутися з ним до Амстердама. Повернувшись до притулку, вони дізнаються, що уряд має депортувати біженців на батьківщину завтра. Завдяки новим враженням Кітті отримує можливість допомагати їм, розфарбовуючи повітряну кулю батька Ави, щоб показати всьому світу їхнє місце розташування.
З натовпом, який зібрався наступного дня, Кітті виступає з емоційною промовою, звинувачуючи світ у обожествленні Анни та неправильному застосуванні її послання про допомогу та порятунок людям. Вона погрожує спалити щоденник Енн, якщо уряд не погодиться дати притулок біженцям. Поліція приймає її умови, і Кітті передає щоденник Аві, яка передає його владі. Пітер пропонує повернути Кітті в будинок Анни Франк, щоб жити як безсмертний дух, але вона відмовляється, закохавшись у нього, і вони разом покидають біженців . Надто довго знаходившись далеко від щоденника, Кітті ділиться пристрасним поцілунком зі збентеженим Пітером, перш ніж розчинитися в чорнилі й розвіятися на вітрі.

## Актори
- Рубі Стоукс в ролі Кітті
- Емілі Кері в ролі Анни Франк
- Себастьян Крофт — Пітер Анни
- Ральф Проссер — Пітер Кітті
- Майкл Мелоні — Отто Франк
- Саманта Спіро — Едіт Франк
- Скай Беннет — Марго Франк
- Трейсі-Енн Оберман — Огюст Ван Даан
- Стюарт Міліган — Герман Ван Даан
- Ендрю Вудолл  — т Дюссель
- Наомі Мортон — Ава
- Арі Фолман — офіцер Ван Яріс
- Нелл Барлоу — офіцер Ельза Платт
- Майя Майєрс — Сандра

## Виробництво
« Де Анна Франк »  — це ініціатива Фонду Анни Франк, розроблена у партнерстві з ЮНЕСКО, конференцією Claims Conference, Фондом пам’яті про Шоа та різними іншими організаціями.  Спочатку продюсери планували знімати фільм повністю в режимі зупинки, а згодом героїв буде замінено на традиційну 2D-анімацію.  Проте в кінцевому підсумку вони використовували 2D-анімацію для більшої частини фільму і використовували зупинки для фону в деяких сценах. 

## Відгуки
« Де Анна Франк » отримала в основному позитивні відгуки від критиків, отримавши рейтинг схвалення Rotten Tomatoes у 74% на основі відгуків від 35 критиків і середню оцінку 6,80/10. 
Пітер Бредшоу з The Guardian написав: «Історія Анни Франк та її щоденника переказана в цьому палкому, душевному та чудовому анімаційному фільмі».  The Hollywood Reporter сказав, що фільм «виражає невимовний смуток історії з красномовством і чутливістю».  Піт Хаммонд з Deadline Hollywood назвав це «повним перетворенням історії Анни Франк, яку має відчути в серці, кожен з молодої аудиторії, на яку вона спрямована». 